# Championnat d'Europe de Formule Régionale 2023
Navigation
2022 2024
Le Championnat d'Europe de Formule Régionale 2023 (Formula Regional European Championship by Alpine) est la cinquième saison du championnat d'Europe de Formule Régionale, et la troisième saison depuis la fusion avec la Formula Renault Eurocup. Comportant 20 courses réparties en 10 manches, il démarre le 22 avril à Imola pour se terminer le 22 octobre à Hockenheim.
L'édition est marquée par la mort du pilote néerlandais Dilano van 't Hoff au cours de la seconde course sur le circuit de Spa-Francorchamps.

## Changement d'écuries
- FA Racing by MP est remplacé par Saintéloc Racing qui fait ses débuts dans la discipline[1].

## Écuries et pilotes
Toutes les écuries disposent de châssis Tatuus F3 T-318, équipés de moteurs Alpine et chaussés de pneumatiques Pirelli.
| Écuries                     | n° | Pilote                   | Cat. | Manches   |
| --------------------------- | -- | ------------------------ | ---- | --------- |
| ART Grand Prix              | 2  | Hadrien David            | G    | 4         |
| ART Grand Prix              | 9  | Charlie Wurz             |      | 1-3, 5-6  |
| ART Grand Prix              | 9  | Evan Giltaire            | R G  | 9-10      |
| ART Grand Prix              | 18 | Laurens van Hoepen       |      | Toutes    |
| ART Grand Prix              | 25 | Marcus Amand             | R    | Toutes    |
| G4 Racing                   | 3  | Alessandro Giusti        | R    | Toutes    |
| G4 Racing                   | 28 | Pierre-Alexandre Provost | R    | 6-10      |
| G4 Racing                   | 30 | Michael Belov            |      | 1-8       |
| G4 Racing                   | 30 | Francisco Soldavini      | R G  | 9-10      |
| Trident                     | 4  | Roman Bilinski           |      | Toutes    |
| Trident                     | 43 | Owen Tangavelou          |      | Toutes    |
| Trident                     | 47 | Nikhil Bohra             |      | Toutes    |
| Arden Motorsport            | 5  | Tom Lebbon               | R    | Toutes    |
| Arden Motorsport            | 10 | Joshua Dürksen           |      | Toutes    |
| Arden Motorsport            | 11 | Levente Révész           |      | 1-8       |
| Prema Powerteam             | 7  | Lorenzo Fluxá            |      | Toutes    |
| Prema Powerteam             | 8  | Rafael Câmara            |      | Toutes    |
| Prema Powerteam             | 12 | Andrea Kimi Antonelli    |      | Toutes    |
| Van Amersfoort Racing       | 13 | Joshua Dufek             |      | 1-6       |
| Van Amersfoort Racing       | 13 | Jesse Carrasquedo Jr.    | R    | 7-8       |
| Van Amersfoort Racing       | 13 | Ivan Domingues           | R G  | 9-10      |
| Van Amersfoort Racing       | 27 | Kas Haverkort            |      | Toutes    |
| Van Amersfoort Racing       | 68 | Niels Koolen             |      | 1-9       |
| Van Amersfoort Racing       | 68 | Nikita Bedrin            | G    | 10        |
| MP Motorsport               | 14 | Bruno del Pino           | G    | 7         |
| MP Motorsport               | 14 | Javier Sagrera           | R G  | 9-10      |
| MP Motorsport               | 15 | Sami Meguetounif         |      | 1-4, 6-10 |
| MP Motorsport               | 17 | Dilano van't Hoff        |      | 1-4       |
| MP Motorsport               | 26 | Victor Bernier           |      | 1-4, 6-10 |
| Saintéloc Racing            | 19 | Esteban Masson           |      | 3-4, 6-10 |
| Saintéloc Racing            | 19 | Pierre-Louis Chovet      | G    | 9         |
| Saintéloc Racing            | 33 | Lucas Medina             | R    | 1-6       |
| Saintéloc Racing            | 33 | Tymek Kucharczyk         | G    | 8         |
| Saintéloc Racing            | 73 | Emerson Fittipaldi Jr.   | R    | Toutes    |
| Monolite Racing             | 21 | Kirill Smal              | R    | 2-6       |
| Monolite Racing             | 21 | Hadrien David            |      | 7-8       |
| Monolite Racing             | 21 | Nikita Bedrin            | G    | 9         |
| Monolite Racing             | 21 | Valentin Kluss           | R G  | 10        |
| Monolite Racing             | 29 | Enzo Scionti             |      | 1-6, 8-10 |
| Monolite Racing             | 99 | Giovanni Maschio         |      | Toutes    |
| KIC Motorsport              | 23 | Oleksandr Partyshev      | R    | 1-4       |
| KIC Motorsport              | 23 | Konsta Lappalainen       |      | 5         |
| KIC Motorsport              | 23 | Ivan Klymenko            | R    | 6-10      |
| KIC Motorsport              | 55 | Shannon Lugassy          | R    | 1-2       |
| KIC Motorsport              | 55 | William Karlsson         | R    | 7-8       |
| KIC Motorsport              | 64 | Maya Weug                | F R  | Toutes    |
| R-ace GP                    | 34 | Martinius Stenshorne     | R    | Toutes    |
| R-ace GP                    | 77 | Tim Tramnitz             |      | Toutes    |
| R-ace GP                    | 88 | Matías Zagazeta          |      | Toutes    |
| Race Performance Motorsport | 57 | Noah Strømsted           | R G  | 8, 10     |
| Race Performance Motorsport | 65 | Santiago Ramos           |      | Toutes    |
| Race Performance Motorsport | 75 | Adam Fitzgerald          | R    | 1-4       |
| Race Performance Motorsport | 85 | Macéo Capietto           |      | Toutes    |

| Icône | Légende                           |
| ----- | --------------------------------- |
| R     | Rookie                            |
| F     | Pilote féminine                   |
| G     | Pilote inéligible pour les points |

## Résultats des tests de pré-saison
| Date     | Lieu                 | Circuit     | Pilote le plus rapide | Équipe                      | Tour le plus rapide |
| -------- | -------------------- | ----------- | --------------------- | --------------------------- | ------------------- |
| 17 mars  | Barcelone, Espagne   | Barcelone   | Laurens van Hoepen    | ART Grand Prix              | 1 min 36 s 083      |
| 18 mars  | Barcelone, Espagne   | Barcelone   | Tim Tramnitz          | R-ace GP                    | 1 min 35 s 613      |
| 21 mars  | Le Castellet, France | Paul-Ricard | Macéo Capietto        | Race Performance Motorsport | 1 min 58 s 021      |
| 22 mars  | Le Castellet, France | Paul-Ricard | Rafael Câmara         | Prema Powerteam             | 1 min 57 s 899      |
| 11 avril | Monza, Italie        | Monza       | Rafael Câmara         | Prema Powerteam             | 1 min 46 s 479      |
| 12 avril | Monza, Italie        | Monza       | Rafael Câmara         | Prema Powerteam             | 1 min 46 s 118      |

## Calendrier
| Manche | Date                | Événement                    | Lieu              |
| ------ | ------------------- | ---------------------------- | ----------------- |
| 1      | 21-23 avril         | Événement principal          | Imola             |
| 2      | 19-21 mai           | Événement principal          | Barcelone         |
| 3      | 16-18 juin          | Euroformula Open             | Hungaroring       |
| 4      | 30 juin-1er juillet | 24 Heures de Spa             | Spa-Francorchamps |
| 5      | 7-9 juillet         | Événement principal          | Mugello           |
| 6      | 21-23 juillet       | International GT Open        | Paul-Ricard       |
| 7      | 8-10 septembre      | Euroformula Open             | Red Bull Ring     |
| 8      | 15-17 septembre     | Événement principal          | Monza             |
| 9      | 13-15 octobre       | GB3 Championship             | Zandvoort         |
| 10     | 20-22 octobre       | Deutsche Tourenwagen Masters | Hockenheimring    |

## Résultats
| Manche | Manche | Circuit           | Pole position         | Meilleur Tour         | Pilote vainqueur      | Écurie gagnante       | Rookie vainqueur     |
| ------ | ------ | ----------------- | --------------------- | --------------------- | --------------------- | --------------------- | -------------------- |
| 1      | C1     | Imola             | Martinius Stenshorne  | Martinius Stenshorne  | Martinius Stenshorne  | R-ace GP              | Martinius Stenshorne |
| 1      | C2     | Imola             | Tim Tramnitz          | Kas Haverkort         | Kas Haverkort         | Van Amersfoort Racing | Martinius Stenshorne |
| 2      | C1     | Barcelone         | Andrea Kimi Antonelli | Andrea Kimi Antonelli | Tim Tramnitz          | R-ace GP              | Martinius Stenshorne |
| 2      | C2     | Barcelone         | Tim Tramnitz          | Andrea Kimi Antonelli | Tim Tramnitz          | R-ace GP              | Martinius Stenshorne |
| 3      | C1     | Hungaroring       | Martinius Stenshorne  | Santiago Ramos        | Martinius Stenshorne  | R-ace GP              | Martinius Stenshorne |
| 3      | C2     | Hungaroring       | Joshua Dufek          | Martinius Stenshorne  | Martinius Stenshorne  | R-ace GP              | Martinius Stenshorne |
| 4      | C1     | Spa-Francorchamps | Rafael Câmara         | Rafael Câmara         | Rafael Câmara         | Prema Powerteam       | Martinius Stenshorne |
| 4      | C2     | Spa-Francorchamps | Tim Tramnitz          | Sami Meguetounif      | Andrea Kimi Antonelli | Prema Powerteam       | Maya Weug            |
| 5      | C1     | Mugello           | Martinius Stenshorne  | Martinius Stenshorne  | Martinius Stenshorne  | R-ace GP              | Martinius Stenshorne |
| 5      | C2     | Mugello           | Andrea Kimi Antonelli | Andrea Kimi Antonelli | Andrea Kimi Antonelli | Prema Powerteam       | Martinius Stenshorne |
| 6      | C1     | Paul-Ricard       | Alessandro Giusti     | Alessandro Giusti     | Alessandro Giusti     | G4 Racing             | Alessandro Giusti    |
| 6      | C2     | Paul-Ricard       | Andrea Kimi Antonelli | Andrea Kimi Antonelli | Andrea Kimi Antonelli | Prema Powerteam       | Martinius Stenshorne |
| 7      | C1     | Red Bull Ring     | Rafael Câmara         | Alessandro Giusti     | Rafael Câmara         | Prema Powerteam       | Alessandro Giusti    |
| 7      | C2     | Red Bull Ring     | Alessandro Giusti     | Sami Meguetounif      | Alessandro Giusti     | G4 Racing             | Alessandro Giusti    |
| 8      | C1     | Monza             | Rafael Câmara         | Alessandro Giusti     | Alessandro Giusti     | G4 Racing             | Alessandro Giusti    |
| 8      | C2     | Monza             | Andrea Kimi Antonelli | Michael Belov         | Andrea Kimi Antonelli | Prema Powerteam       | Noah Strømsted       |
| 9      | C1     | Zandvoort         | Kas Haverkort         | Kas Haverkort         | Kas Haverkort         | Van Amersfoort Racing | Martinius Stenshorne |
| 9      | C2     | Zandvoort         | Marcus Amand          | Andrea Kimi Antonelli | Andrea Kimi Antonelli | Prema Powerteam       | Marcus Amand         |
| 10     | C1     | Hockenheim        | Kas Haverkort         | Tim Tramnitz          | Tim Tramnitz          | R-ace GP              | Martinius Stenshorne |
| 10     | C2     | Hockenheim        | Tim Tramnitz          | Kas Haverkort         | Martinius Stenshorne  | R-ace GP              | Martinius Stenshorne |

## Classements
Système de points
Les points sont attribués aux 10 premiers pilotes classés.
| Position | 1er | 2e | 3e | 4e | 5e | 6e | 7e | 8e | 9e | 10e |
| Points   | 25  | 18 | 15 | 12 | 10 | 8  | 6  | 4  | 2  | 1   |